# الو (شبکه اجتماعی)
اِلو (به انگلیسی: Ello) یک شبکه اجتماعی است که ابتدا توسط گروهی از متخصصان برای ارتباطات و تماس‌های شخصی ایجاد شد اما آنها بعد از یک سال به این نتیجه رسیدند که می‌توان این شبکه اجتماعی را گسترش داد. الو یک شبکه اجتماعی بدون آگهی است و این مسئله باعث شده تا گروه‌های زیادی از کاربران به سمت این شبکه اجتماعی تمایل پیدا کنند. در انتهای سال ۲۰۱۴ ادعا شد که Ello در ساعات شلوغ ساعتی ۳۰ هزار درخواست عضویت دریافت می‌کند.
یکی از مؤسسان این شبکه اجتماعی، پل بادنیتز است او مدعی شده که شبکه هایی نظیر فیسبوک با آن حجم تبلیغات و شاید محدودیت ها برایش ناراحت کننده و کسالت آور بوده است و تصمیم می گیرد، با کمک دوستانش، برای خودشان یک شبکه اجتماعی بسازند. 

## قوانین الو (Ello)
اطلاعات دریافتی این شبکه اجتماعی، برخلاف رقبایی نظیر فیسبوک و ... بسیار ناچیز است و لذا احتمال به سرقت رفتن اطلاعات و .... در آن خطری را متوجه کاربر نخواهد کرد. برخلاف فیسبوک، اینستاگرام و ... در حقیقت به مانند اجتماع واقعی رفتار می کند و تصاویر پورنوگرافیک در آن مجاز است. به عنوان یک شرکت عام المنفعه ثبت شده است و تبلیغات نمی‌فروشد هرچند کاربران مجاز هستند تبلیغ بکنند. 